# Pelidnota costaricensis
Pelidnota costaricensis är en skalbaggsart som beskrevs av Bates 1888. Pelidnota costaricensis ingår i släktet Pelidnota och familjen Rutelidae. Inga underarter finns listade i Catalogue of Life.